# Chau (canción)
"Chau" es una canción de No Te Va Gustar del álbum Por lo menos hoy, compuesta por Emiliano Brancciari. 

## Letra
El tema expone las relaciones de pareja cuando piden un tiempo, ya sea por estar solo o por el simple hecho de gustar o sentir atracción hacia otra persona; y ese tiempo sale mal y se arrepiente. Es una letra que se detiene en la separación dentro del marco de una pareja. En este caso, cuenta la historia de un amor, la cual se encuentra relatada desde la óptica de quien sufrió el abandono: “Mire para mi derecha, vi que desaparecías. Grité con todas mis fuerzas y note que no me oías”. Como primera situación nos habla de un distanciamiento inesperado: “Como moría lo nuestro, juro que no lo sabía”. Luego nos remite a imaginar una ruptura definitiva pero sorprende con los intercambios de roles llevados a cabo por la pareja: “Ha pasado más de un año y vos no estás ¿Por qué habría de creerte?”. De esta manera, la letra además de manifestar el dolor nos muestra el rencor como consecuencia: “No podría darme el lujo de ceder ante tu llanto”. Una composición que no tiene final feliz y muestra las caras de dos posturas diferentes, además de abrir camino a la reflexión por los distintos accionares.

## Versiones
- «Chau» cantó la cantante mexicana Julieta Venegas, versión 2019 grabado en vivo.
- «Chau» cantó la cantante uruguaya Sofía León, versión 2018 grabado en vivo.
- «Chau» grabado por el grupo de Cuarteto Cordobés Monada, versión 2013.
- «Chau» grabado por el conjunto de Cumbia Santafesina Los de Fuego, versión 2012.